# پاپیروس دروینی
پاپیروس دروینی (انگلیسی: Derveni papyrus) یک رول پاپیروس یونان باستان است که در سال ۱۹۶۲ یافت شد. این یک رساله فلسفی است که تفسیری تمثیلی بر یک شعر اورفیسم (دین) است، یک تئوگونیا در مورد تولد خدایان، که در حلقه فیلسوف آناکساگوراس ایجاد شد.